# Szongdo állomás
Szongdo (Songdo) állomás a szöuli metró Szuin (Suin) vonalának állomása; Incshon (Incheon )ban található.

## Viszonylatok
| Szuin (Suin) vonal        | Szuin (Suin) vonal   | Szuin (Suin) vonal                  |
| ------------------------- | -------------------- | ----------------------------------- |
| Jonszu (Yeonsu) Oido felé | Szuin (Suin) szakasz | Inha Egyetem Incshon (Incheon) felé |